# Laughter and Lust
Albums de Joe Jackson
Blaze of Glory
(1988) Laughter & Lust Live
(1991)
Singles
1. Obvious Song
Sortie : 1991
2. Oh Well
Sortie : 1991

Laughter & Lust est le dixième album studio de Joe Jackson, sorti le 30 avril 1991.
Il s'agit du premier opus publié par Virgin Records après de longues passées chez A&M Records
L'album s'est classé 116e au Billboard 200.

## Liste des titres
| No  | Titre                  | Auteur                     | Durée |
| --- | ---------------------- | -------------------------- | ----- |
| 1.  | Obvious Song           | Joe Jackson                | 4:11  |
| 2.  | Goin' Downtown         | Joe Jackson, Drew Barfield | 3:05  |
| 3.  | Stranger than Fiction  | Joe Jackson                | 3:40  |
| 4.  | Oh Well                | Peter Green                | 2:29  |
| 5.  | Jamie G.               | Joe Jackson                | 2:04  |
| 6.  | Hit Single             | Joe Jackson                | 3:37  |
| 7.  | It's All Too Much      | Joe Jackson                | 4:22  |
| 8.  | When You're Not Around | Joe Jackson                | 4:01  |
| 9.  | The Other Me           | Joe Jackson                | 4:11  |
| 10. | Trying to Cry          | Joe Jackson                | 6:35  |
| 11. | My House               | Joe Jackson                | 4:26  |
| 12. | The Old Songs          | Joe Jackson                | 3:22  |
| 13. | Drowning               | Joe Jackson                | 5:09  |

## Personnel

### Musiciens
- Joe Jackson : chant, claviers
- Joy Askew : chant, claviers
- Sue Hadjopoulos : percussions, batterie
- Dan Hickey : batterie
- Graham Maby : basse, chœurs
- Tom Teeley : guitare, chœurs

### Musiciens additionnels
- Tony Aiello : saxophone
- Charles McCracken : violoncelle
- Michael Morreale : trompette
- Annie Whitehead : trombone